# Myrmecaelurus agrammus
Myrmecaelurus agrammus is een insect uit de familie van de mierenleeuwen (Myrmeleontidae), die tot de orde netvleugeligen (Neuroptera) behoort. 
Myrmecaelurus agrammus is voor het eerst wetenschappelijk beschreven door Navás in 1912.